# Eneuops variabilis
Eneuops variabilis là một loài bọ cánh cứng trong họ Attelabidae. Loài này được Zhang, Sun & Zhang miêu tả khoa học năm 1994.